# Philippe Sands
Philippe Sands, QC (ur. 17 października 1960 w Londynie) – brytyjski i francuski prawnik, profesor prawa, kierownik Centrum Międzynarodowych Sądów i Trybunałów na University College London. Jako specjalista w zakresie prawa międzynarodowego występuje przed wieloma międzynarodowymi sądami i trybunałami, w tym przed Międzynarodowym Trybunałem Sprawiedliwości, Międzynarodowym Trybunałem Prawa Morza, Trybunałem Sprawiedliwości Unii Europejskiej, Europejskim Trybunałem Praw Człowieka i Międzynarodowym Trybunałem Karnym. Jest arbitrem Międzynarodowego Centrum Rozwiązywania Sporów Inwestycyjnych (ICSID) i Sądu Arbitrażowego ds. Sportu (CAS). Jest autorem szesnastu książek o prawie międzynarodowym, w tym Lawless World (2005) i Torture Team (2008). Jego książka East West Street (2016) – polski tytuł: Powrót do Lwowa. O genezie ludobójstwa i zbrodni przeciwko ludzkości (2018) – została nagrodzona licznymi nagrodami, w tym nagrodą Baillie Gifford 2016 dla non-fiction; została też przetłumaczona już na kilkanaście języków.

## Życiorys
Philippe Sands urodził się w Londynie 17 października 1960 r. Jego dziadek pochodził ze Lwowa i do końca lat trzydziestych XX w. był obywatelem polskim.
Kształcił się w University College School w Hampstead w Londynie, a także na wydziale prawa w Corpus Christi College w Cambridge, uzyskując tytuł B.A. (1982), a rok później uzyskał pierwsze wyróżnienie na kursie LLM. Po ukończeniu studiów podyplomowych w Cambridge Sands spędził rok jako visiting scholar w Harvard Law School. W latach 1984–1988 Sands był pracownikiem naukowym w St Catharine's College w Cambridge oraz Centrum Badań Międzynarodowych Uniwersytetu w Cambridge (obecnie Centrum Prawa Międzynarodowego im. Lauterpachta). Wykładał także w Kings College London (1988–1993) i SOAS (1993–2001). Był też wykładowcą prawa w New York University Law School (1993–2003).
Jako profesor wizytujący wykładał na uniwersytetach: Paris I (Sorbonne), University of Melbourne, Graduate Institute of International and Development Studies, Indiana University Bloomington, University of Toronto, Boston College Law School. Sands jest współzałożycielem Centrum Międzynarodowego Prawa Ochrony Środowiska (1989) oraz Project on International Courts and Tribunals (1997). W 1985 r. Sands został powołany do Baru Anglii i Walii. W 2000 r. był członkiem założycielem Matrix Chambers.
W 2003 r. został mianowany Radcą Królowej (Queen's Counsel). W 2009 roku Sands został wybrany Bencher of Middle Temple.
W latach 2014–2018 był członkiem Kolegium „Palestry”.
Jest jednym z najwybitniejszych prawników, adwokatów występującym przez międzynarodowymi trybunałami.
Mieszka z żoną i trójką dzieci w Londynie.

## Ważniejsze publikacje
- Lawless World: America and the Making and Breaking of Global Rules (2005; Arabic edition in 2007; Farsi edition in 2008; Chinese edition in 2012; Turkish edition forthcoming in 2016)
- Torture Team: Rumsfeld's Memo and the Betrayal of American Values (2008; French edition in 2009) East West Street: On the Origins of Genocide and Crimes against Humanity (2016)
- International Law and Developing Countries: Essays in Honour of Kamal Hossain (ed. with Sharif Bhuiyan and Nico Schrijver) (2014)
- Hersch Lauterpacht, An International Bill of Rights (1945) (ed., with introduction) (2013)
- Principles of International Environmental Law (with Jacqueline Peel) (1995, 2003, 2012)
- Selecting International Judges: Principle, Process and Politics (with Kate Malleson, Ruth Mackenzie and Penny Martin) (2010)
- The Manual of International Courts and Tribunals (ed. with Ruth Mackenzie, Cesare Romano, Yuval Shany), (2010)
- Bowett’s Law of International Institutions (with Pierre Klein) (2001, 2009)
- Justice for Crimes against Humanity (ed. with Mark Lattimer) (2003)
- From Nuremberg to the Hague (ed.) (2003)
- Vers une transformation du droit international? Institutionaliser le doute (2000)
- Environmental Law, The Economy and Sustainable Development (ed. with Richard Stewart and Richard Revesz) (2000)
- The International Court of Justice and Nuclear Weapons (ed., with Laurence Boisson de Chazournes) (1999)
- Greening International Law (ed.) (1993)
- The Antarctic and the Environment (ed. with Joe Verhoeven and Maxwell Bruce) (1992)
- Chernobyl: Law and Communication (1988)

## Publikacje po polsku
- Powrót do Lwowa. O genezie ludobójstwa i zbrodni przeciwko ludzkości, Warszawa 2018.
- Lauterpachtów dwóch: Elihu (1928-2017), Herch (1897-1960), „Palestra” 2017, nr 7–8, s. 213–217 (wspólnie z A. Redzikiem)
- Ku pamięci sprawiedliwości: nieoczekiwane miejsce Lwowa w prawie międzynarodowym, „Palestra” 2012, nr 11–12.

### Wyróżnienia i nagrody
- 1999 Henri Rolin medal for contribution to international law
- 2005 Elizabeth Haub Prize for contribution to environmental law
- 2015 Honorary Doctorate in law, University of Lincoln
- 2016 Baillie Gifford Prize for East West Street
- 2017 Jewish Quarterly-Wingate Prize for East West Street
- 2017 Prix du Meilleur Livre Etranger (Sofitel) for East West Street
- 2018 Prix Montaigne for East West Street